# Ardelve
Ardelve (Schots-Gaelisch: Àird Eilbh) is een dorp aan de oevers van Loch Alsh in de Schotse Hooglanden met ongeveer 150 inwoners.